# Тарасовка (Городокский район)
Тарасовка (укр. Тарасівка) — село в Городокском районе Хмельницкой области Украины.
Население по переписи 2001 года составляло 191 человек. Почтовый индекс — 32014. Телефонный код — 3251. Занимает площадь 0,677 км². Код КОАТУУ — 6821284204.

## Местный совет
32014, Хмельницкая обл., Городокский р-н, с. Куровка